# Ovis
Genre
Les Ovins (Ovis) sont un genre de mammifères appartenant à la grande famille des Bovidae. Ce genre comprend les moutons et mouflons et compte de une à neuf espèces selon les auteurs.

## Définition

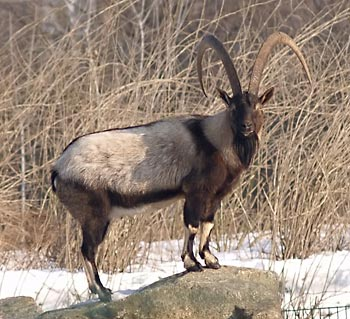
Chèvre sauvage Capra aegagrus aegagrus.

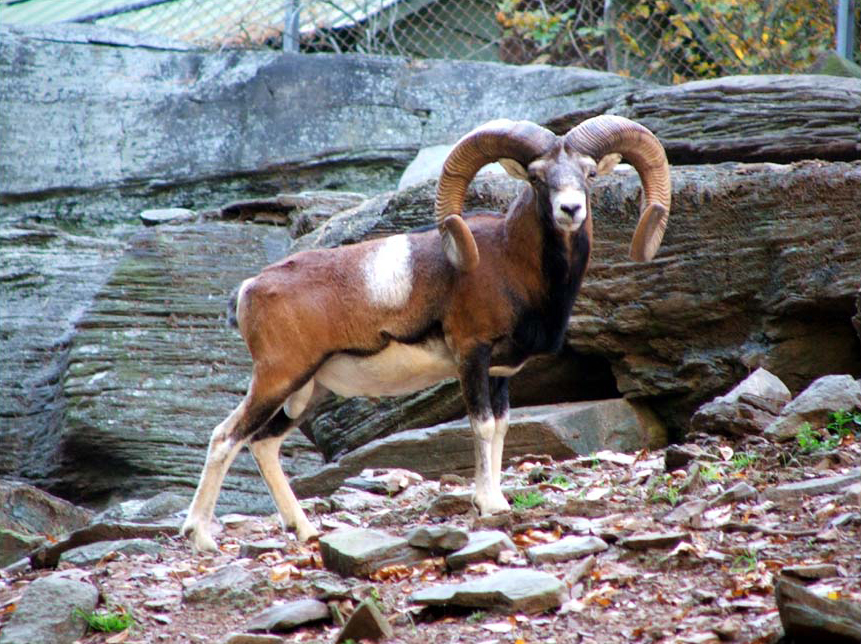
Mouflon ou Mouton sauvage. On note une forte ressemblance des moutons et des chèvres sauvages, avec des cornes plus recourbées pour les premiers.

Les ovins sont un groupe d'herbivores ruminants de taille moyenne. Le genre Ovis est le genre qui regroupe tous les ovins au sens strict, lesquels sont de très proches cousins des chèvres, avec lesquelles ils cohabitent au sein de la sous-famille des Caprinae.
La ressemblance physique des deux groupes cousins, du moins chez les animaux sauvages, est très marquée, et des hybridations (toujours stériles) peuvent survenir. Les dissemblances physiques sont plus affirmées chez les animaux domestiqués.
Les ovins sauvages vivent dans des environnements assez diversifiés, et ils sont capables de s'adapter à des climats allant de chauds (méditerranéen) à froids (Sibérie, Alaska). Ce sont souvent des régions de montagne qui sont aujourd'hui habitées, mais même si ces animaux sont bien adaptés à cet environnement, cette situation est en partie due à la pression des activités humaines.
Les mâles des espèces sauvages ont toujours des cornes, quand les femelles de certaines espèces ou sous-espèces n'en ont pas. Chez les moutons domestiques, et selon les races, les cornes peuvent avoir totalement disparu ou être bien présentes. Le Loaghtan (mouton de l'île de Man) a même quatre cornes, plus rarement six.
Les espèces sauvages originelles vivent de la Méditerranée au Mexique, en passant à travers l'Asie et l'Ouest de l'Amérique du Nord.
Sous le nom de Mouton, les ovins sauvages ont été domestiqués très précocement, sans doute il y a une dizaine de millénaires. Après de nombreuses interrogations sur le groupe originel, les études génétiques récentes pointent vers plusieurs phénomènes de domestications (deux ou trois selon les auteurs) au sein des sous-espèces du groupe le plus occidental, le mouflon à 54 chromosomes (O. orientalis ou O.gmelini selon les noms les plus utilisés), ce qui pointe vers la zone Moyen-Orient - Iran, dont l'espèce est originaire.
Le mouton est un des animaux domestiques les plus importants pour l'économie humaine, étant aujourd'hui élevé à travers toute la planète pour sa viande, sa laine, et dans une moindre mesure pour sa peau et pour son lait.
Les espèces sauvages sont par contre en forte régression, et beaucoup d'espèces et de sous-espèces sont considérées comme menacées.

## Liste des espèces
Certains n'utilisent le terme « mouflon » que pour l'espèce la plus occidentale (de la Méditerranée à l'Iran), en particulier chez les Anglo-Saxons. En français, le terme est utilisé généralement de façon plus générique, pour désigner tous les moutons sauvages.
Actuellement, on tend à reconnaître six espèces de mouflons, et une espèce de mouton domestique au sein du genre Ovis.
Mais des auteurs reconnaissaient jusqu'à neuf espèces. À l'extrême inverse, Tsalkin, en 1951, proposait de ne reconnaître que deux espèces : Ovis ammon, regroupant tous les taxons de Méditerranée jusqu'à la Chine, et Ovis nivicola / canadiensis pour les taxons de l'Est de la Sibérie et de l'Amérique du Nord. Il envisageait même une espèce unique très polymorphique allant de la Méditerranée au Mexique.
Même aujourd'hui, il y a toujours de très nombreuses discussions entre scientifiques quant aux statuts taxonomiques des espèces et des sous-espèces. Ainsi, en 2002, un travail de recherche génétique indiquait que « la taxonomie de ces moutons sauvages [eurasiens] est confuse et controversée ».
Une base proposée pour définir la séparation entre espèces est le nombre de chromosomes. Suivant ce critère, on peut ainsi définir d'ouest en est :
- un groupe occidental, correspondant au Mouflon proprement dit (de la Méditerranée à l'Iran central), connus sous les noms (selon les auteurs) de O. musimon, O. orientalis ou O. gmelini, et qui compte 54 chromosomes. Le nom de Ovis ammon a aussi été utilisé, mais le nombre de chromosomes de Ovis ammon et du mouflon occidental étant différent, cette dénomination n'est plus vraiment utilisée pour cette espèce ;
- l'Urial (Ovis vignei) vivant de l'Iran à l'Inde occidentale, avec 58 chromosomes ;
- l'Argali (Ovis ammon) d'Asie centrale et de Chine, avec 56 chromosomes ;
- le mouflon des neiges de l'est siberien (Ovis nivicola), avec 52 chromosomes ;
- enfin, les deux espèces américaines (Ovis dalli et Ovis canadensis), avec 54 chromosomes.

Ces questions de chromosomes ne suppriment pas toutes discussions taxonomiques, pour au moins trois raisons.
Malgré les nombres de chromosomes différents, les espèces distinguées ainsi se croisent en captivité, voire parfois dans la nature, là ou les habitats se touchent. Or la définition généralement retenue d'une espèce est la capacité d'individus à avoir une descendance normalement fertile, pas leur niveau de divergence génétique. Dans cette optique (croisement avec descendance fertile), tous les mouflons sauvages appartiennent à une seule et même espèce.
Même si on accepte les distinctions des mouflons entre plusieurs espèces, ce qui est le cas de la plupart des scientifiques, les distinctions entre sous-espèces sont particulièrement complexes, beaucoup de groupes étant mal connus dans la nature.
Enfin se pose la question du traitement des Mouflons de Chypre, de Sardaigne et de Corse, ainsi que des moutons domestiques. Tous semblent issus de souches domestiquées (puis ré ensauvagées pour certaines) du mouflon méditerranéen (O. musimon, O. orientalis ou O. gmelini selon les auteurs), et les auteurs peuvent diverger sur le fait de savoir si les mouflons insulaires doivent être classés plutôt avec les moutons domestiques ou plutôt avec les mouflons sauvages, voire si mouflons insulaires, mouflons sauvages du Moyen-Orient et moutons ne doivent pas être classés dans une seule espèce.

### Taxonomie proposée et discutée par leCaprinae Taxonomy Working Groupde 2000
La conférence Workshop on Caprinae taxonomy de l'UICN, tenue à Ankara en mai 2000 indiquait dans les conclusions des travaux du Taxonomy Working Group, « il y a eu beaucoup de discussions sur toutes les espèces d' Ovis, et les délégués sont convenus à l'unanimité que beaucoup plus de travail taxonomique est requis pour ce genre, en particulier pour les taxons asiatiques. De nombreux délégués ont souligné l'urgence de ces travaux, plusieurs taxons étant menacés d'extinction à court terme. Les différences d'opinion sur la taxonomie du groupe Ovis causent actuellement des problèmes de conservation ».
Le Taxonomy Working Group rappelle dans la synthèse que le plan d'action de l'UICN sur les Caprinae de 1997 proposait de définir une seule espèce Ovis orientalis, pour tous les mouflons et urials. Lors de la conférence de 2000, la plupart des délégués ont indiqué leur désaccord avec cette taxonomie, en partie en raison des différences dans le nombre de chromosomes : 54 pour les mouflons, 58 pour les urials (Ovis vignei).
Le groupe propose de retenir les sept espèces suivantes :
1. Ovis gmelini, le mouflon au sens strict (54 chromosomes).
Les sous-espèces suivantes sont proposées :
- O. g. gmelini, le mouflon arménien (Arménie ; Azerbaïdjan ; Iran ; Irak ; extrême Sud-Est de la Turquie)[6].
- O. g. anatolica, dans la province de Konya (centre de la Turquie). Pour le Taxonomy Working Group, cette sous-espèce fait peut-être en fait partie de O. g. gmelini[5]. Cependant, beaucoup d'autres auteurs la classent bien à part[7].
- O. g. isphahanica, le mouflon d'Ispahan (Iran[8]).
- O. g. laristanica, le mouflon du Laristan (Iran[9]).
- O. g. musimon, le mouflon d'Europe (en fait Sardaigne et Corse avec des introductions récentes dans les Alpes, aux îles Kerguelen, ...). Le groupe note que musimon descend sans doute de moutons domestiques primitifs et ne devrait peut-être pas être reconnu comme un taxon à part entière.
- O. g. ophion, le mouflon de Chypre, qui descend également sans doute de moutons domestiques primitifs et ne devrait peut-être pas être reconnu comme un taxon à part entière.

Selon les publications et les époques, les mouflons occidentaux ont reçu de nombreux noms. La Newsletter of the IUCN/SSC Caprinae Specialist Groupa remarque avec ironie en octobre 2004 que « très peu de taxons de grands vertébrés ont bénéficié d'une variété de noms scientifiques aussi grande que celle donnée au mouflon européen (Ovis aries par exemple, O. ammon, O. musimon, O. orientalis, O. gmelini, et même Aegoceros musimon ».
2. Ovis vignei, l'Urial (58 chromosomes) d'Asie centrale (de l'Iran oriental et le Kazakhstan jusqu'à l'Inde occidentale).
Les deux noms proposés sont Ovis vignei (Blyth, 1841) ou Ovis orientalis (chaque nom ayant ses partisans au sein du Taxonomy Working Group). En toute hypothèse, la distinction des Urials et des mouflons occidentaux à 54 chromosomes fait consensus au sein du Taxonomy Working Group (l'IUCN les regroupe cependant toujours sous le nom de Ovis orientalis). Les sous-espèces suivantes sont proposées :
- O. v. vignei, l'urial
- O. v. arkal
- O. v. bocharensis
- O. v. cycloceros
- O. v. punjabiensis
  - O. v. blandfordi. La validité de ce dernier taxon est contestée par certains membres du Taxonomy Working Group qui considèrent qu'« il y a peu de différences entre cycloceros et blandfordi[5] ».

3. L'Argali (56 chromosomes), ou Ovis ammon (Linnaeus 1758).
Il s'agit d'un autre groupe des montagnes d'Asie centrale (Himalaya, Tibet, Altaï). Le taxon est reconnu comme une espèce à part, mais le rapporteur constate par contre qu'« il y a un considérable désaccord sur les dénominations de sous-espèces ». Il y aurait ainsi 6 à 9 sous-espèces. Les trois premières sous-espèces font relativement consensus ;
- Ovis ammon karelini', (Severtzov, 1873) — argali du Tian Shan'
- Ovis ammon polii, (Blyth, 1841) — argali de Marco Polo,  dans le Pamir
- Ovis ammon nigrimontana, (Severtzov, 1873) — argali de Kara Tau

Les trois sous-espèces les plus nordiques : O. a. ammon (argali de l'Altaï), O. a. collium (argali de Karaganda) et O. a. darwini (argali du désert de Gobi) ne serait qu'une seule sous-espèce, mais des discussions se poursuivent sur ce point.
- O. a. hodgsoni, (Blyth, 1841) — argali tibétain, avec peut-être une subdivision avec une autre sous-espèce tibétaine O. a. dalai-lamae.
- Ovis ammon severtzovi, (Nasonov, 1914) — argali de Severtzov, longtemps considéré comme un Urial (Ovis vignei ou Ovis orientalis), mais que tous les membres du Taxonomy Working Group admettent qu'il s'agit en fait d'un Argali[5].
- Certains auteurs récents proposent aussi de reconnaître Ovis ammon jubata, en Chine[12].

4. Le mouflon des neiges de Sibérie (52 chromosomes), ou Ovis nivicola (Eschscholtz 1829).
Ce taxon est admis comme espèce particulière, mais le Caprinae Taxonomy Working Group de 2000 refuse par contre de se prononcer sur les quatre sous-espèces souvent présentées, considérant qu'il ne connaît pas de travaux satisfaisants dans ce domaine. Les quatre sous-espèces traditionnellement reconnues sont :
- Ovis nivicola nivicola
- Ovis nivicola alleni
- Ovis nivicola borealis, (Severtzov, 1873[13]) — mouflon de Yakoutie
- Ovis nivicola lydekkeri

5. Le mouflon canadien (54 chromosomes), ou Ovis canadensis (Ouest de l'Amérique du Nord, du Canada au Mexique).
Les sous-espèces varient énormément selon les auteurs (3, 4 ou 5). Le Caprinae Taxonomy Working Group de 2000 considère qu'un gros travail doit encore être effectué. En l'attente d'études supplémentaires, on peut cependant citer, avec quelques réserves :
- Ovis canadensis canadensis[14] — mouflon des Montagnes Rocheuses
- Ovis canadensis californiana[15], (Douglas, 1829) — mouflon de la Sierra Nevada
- Ovis canadensis cremnobates, (Elliot, 1904)
- Ovis canadensis mexicana[16], (Merriam, 1901) — mouflon mexicain
- Ovis canadensis nelsoni, (Merriam, 1897) — mouflon du désert
- Ovis canadensis weemsi, (Goldman, 1937) — mouflon de Weems

6. Le Mouflon de Dall (54 chromosomes), ou Ovis dalli (Ouest du Canada et Alaska).
Le Caprinae Taxonomy Working Group de 2000 considère que les deux sous-espèces reconnues sont fiables et ne posent pas de problème.
- Ovis dalli dalli, en Alaska et au Canada dans le nord de l'aire de répartition de l'espèce.
- Ovis dalli stonei, au Canada, dans le sud de l'aire de répartition de l'espèce.

7. Le mouton domestique (54 chromosomes), Ovis aries (Linnaeus 1758).
Mais ce taxon, qui descend du mouflon occidental à 54 chromosomes (très probablement un mélange de sous-espèces) est considéré par certains biologistes comme une simple variété domestique de ce dernier.

### Cartes de répartition des espèces
D'ouest en est, les espèces de mouflons sauvages :

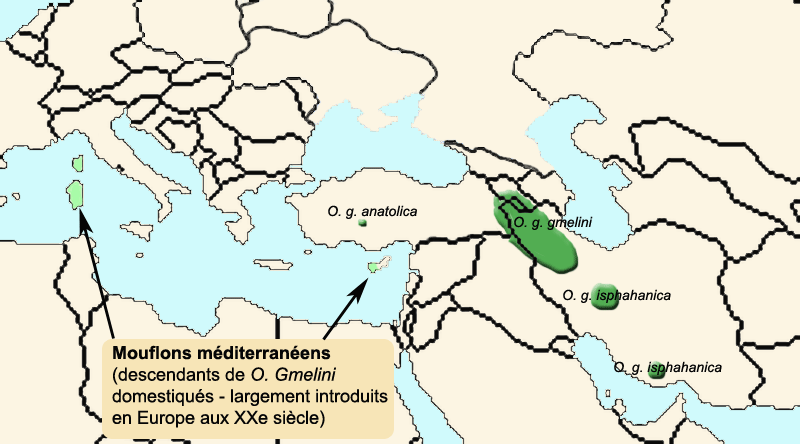
Mouflon (Ovis gmelini ou Ovis orientalis - 54 chromosomes).
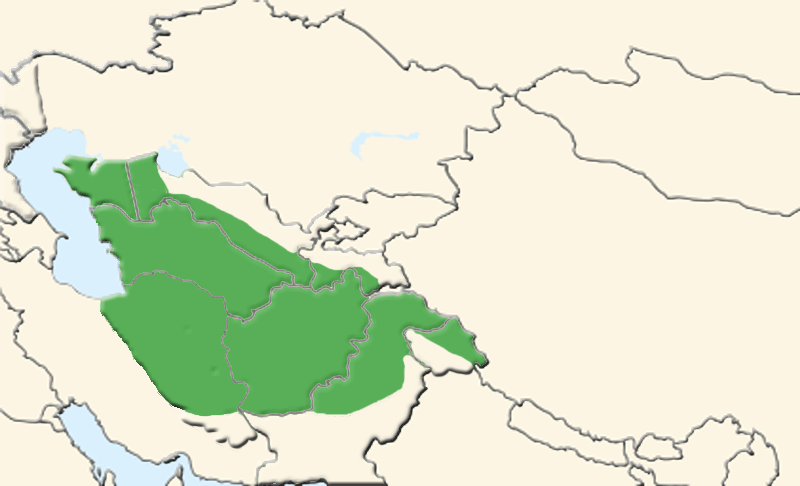
Urial (Ovis orientalis ou Ovis vignei - 58 chromosomes).
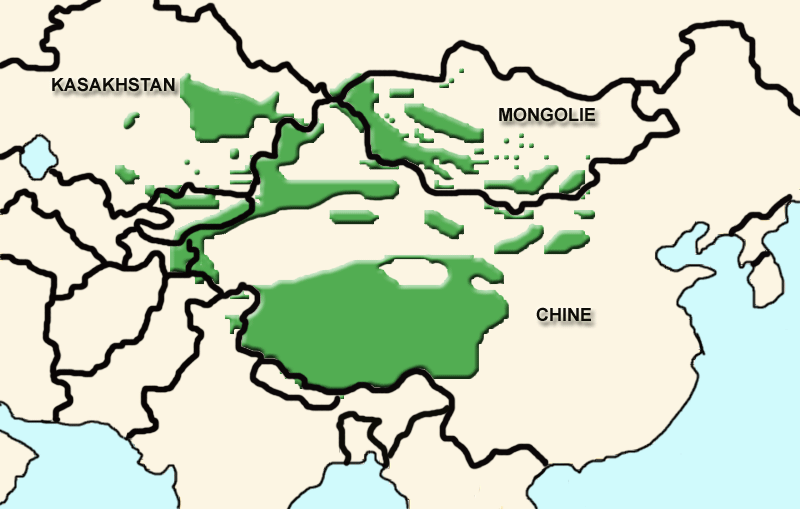
Ovis ammon (Argali - 56 chromosomes).
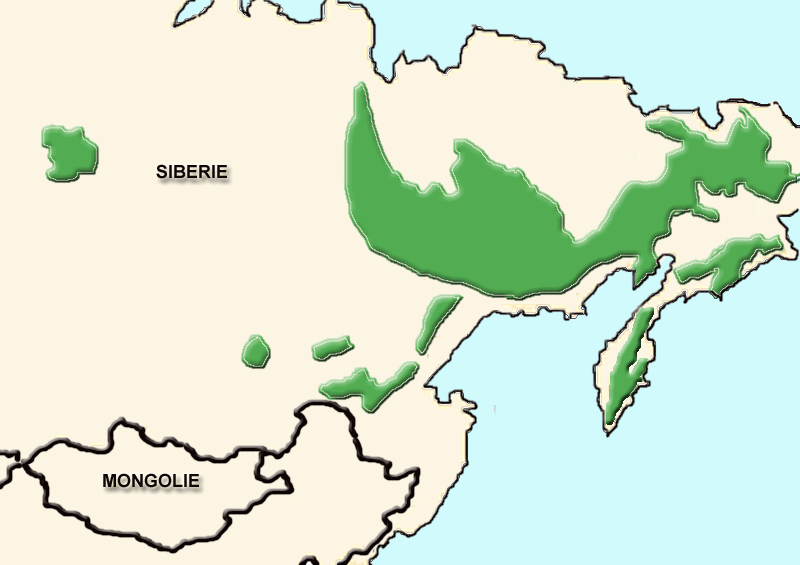
Ovis nivicola (mouflon des neiges - 52 chromosomes).
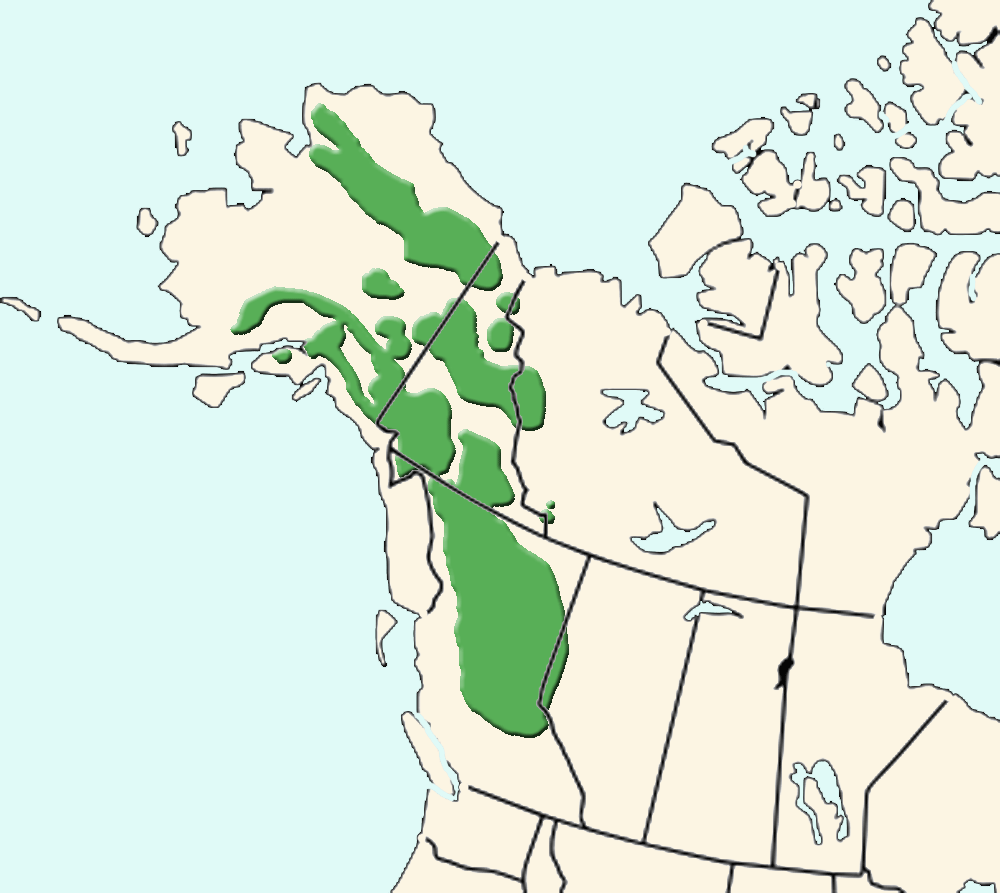
Ovis dalli (mouflon de Dall - 54 chromosomes).
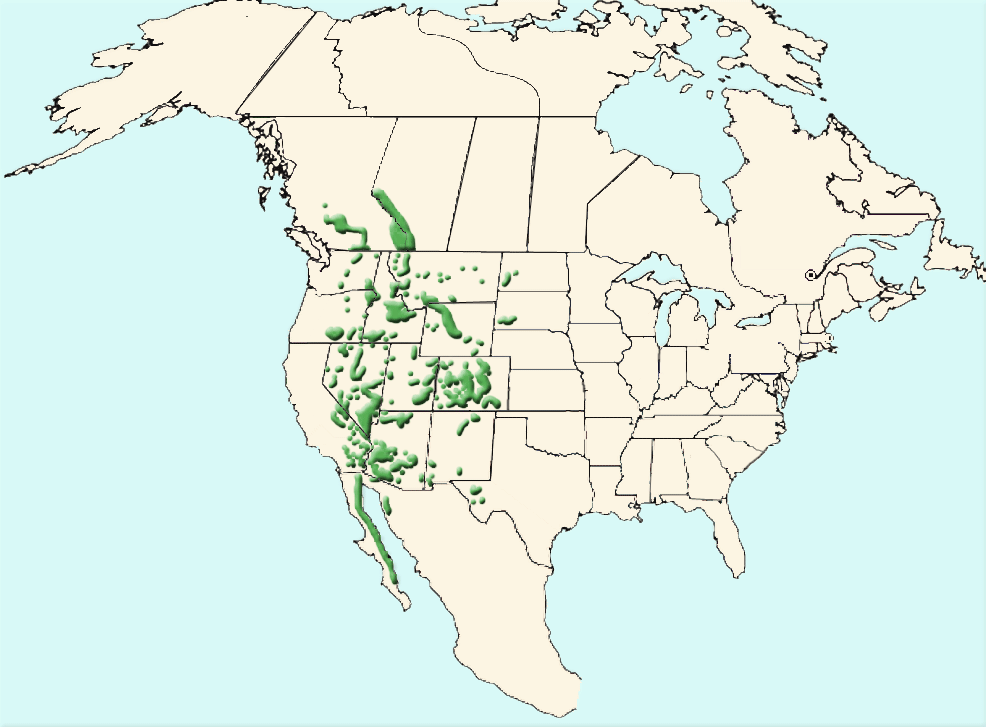
Ovis canadensis (mouflon du Canada - 54 chromosomes).

### Discussions concernant le statut taxonomique du mouton domestique
Le mouton domestique (Ovis aries) est probablement issu de la domestication du Mouflon du Moyen-Orient, et selon une tendance montante en biologie à refuser le statut d'espèce séparée pour les variétés domestiquées d'animaux sauvages, nombre d'auteurs fusionnent aujourd'hui Ovis aries et ce mouflon dans une même espèce. Le dénomination de celle-ci étant discutée (O. musimon, O. orientalis ou O.gmelini étant les noms les plus fréquents), ce rapprochement complique encore la question du nom, certains utilisant Ovis aries pour tout le groupe.
On trouve aussi des chercheurs fusionnant Ovis aries et les mouflons de Chypre, de Sardaigne et de Corse (descendants probables de moutons domestiques) au sein d'une seule espèce : Ovis aries, mais maintenant cette espèce séparée des mouflons sauvages à 54 chromosomes du Moyen-Orient.
La International Commission on Zoological Nomenclature recommande pour les biologistes fusionnant espèce sauvage et leurs descendants domestiques d'utiliser le nom de l'espèce sauvage. Les biologistes respectant cette recommandation (qui n'est pas normative) utilisent alors un des noms du mouflon sauvage à 54 chromosomes.
Parmi les 6 espèces de mouflons sauvages généralement acceptées, certains ont également proposé de fusionner le mouflon de Dall et celui de Sibérie, bien qu'ils n'aient pas le même nombre de chromosomes.